# Paecilaema forcipatum
Paecilaema forcipatum is een hooiwagen uit de familie Cosmetidae.